# Pervola, sporen in de sneeuw
Pervola, sporen in de sneeuw is een Nederlandse film van Orlow Seunke uit 1985.

## Verhaal
De acteur Simon en zijn oudere broer Hein, een succesvol accountant, brengen hun dode vader naar de plek die deze heeft uitgezocht voor zijn begrafenis. Tijdens de rampzalige tocht leren de twee broers elkaar eindelijk kennen.

## Achtergrond
Seunke werkte al in 1974, toen hij nog op de Filmacademie zat, aan het project dat later Pervola zou worden. Een vroege versie van het scenario werd in 1978 afgewezen door het Productiefonds, omdat ze het plan te ambitieus vonden. Daarna bewerkte Seunke het scenario volledig met scenario-schrijver Dirk Ayelt Kooiman. De film werd gedraaid op 16 mm, omdat deze het beste bestand was tegen de extreme koude waaronder de film werd opgenomen. Later werd de film overgezet naar 35 mm. De opnames vonden voor het grootste deel plaats in het noorden van Noorwegen, nabij Røros, dat vijfhonderd kilometer ten noorden van Oslo ligt.

## Nominaties en prijzen
- 1985 - Prijs van de Nederlandse Filmkritiek op het Nederlands Film Festival voor Pervola, sporen in de sneeuw
- 1985 - Speciale Juryprijs op het Nederlands Film Festival voor Pervola, sporen in de sneeuw
- 1986 - Rotterdam Award op het International Film Festival Rotterdam voor Pervola, sporen in de sneeuw

## Rolverdeling
| Acteur             | Personage      |
| ------------------ | -------------- |
| Gerard Thoolen     | Simon van Oyen |
| Bram van der Vlugt | Hein van Oyen  |
| Melle van Essen    | Aapo           |
| Jan Willem Hees    | vader Van Oyen |
| Thom Hoffman       | Ron            |
| Jaap Hoogstra      | Olga           |
| Brigitte Kaandorp  | Truusje        |

## Medewerkers
- Regie: Orlow Seunke
- Productie: Jan Musch, Orlow Seunke, Tijs Tinbergen
- Scenario: Orlow Seunke, Dirk Ayelt Kooiman, in samenwerking met Gerard Thoolen, Maarten Koopman
- Camera: Theo Bierkens
- Muziek: Maarten Koopman
- Montage: Orlow Seunke, Dorith Vinken
- Art direction: Misjel Vermeiren
- Kostuums: Anna Verhoeven
- Assistent-regie: Hessel Haak
- Special effects: Peter Borgli
- Geluid: George Bossaers
- Licht: Tom Erisman, Joe Banoun
- Productieleiding: Jan Kaandorp
- Jaar: 1985
- Land van herkomst: Nederland
- Taal: Nederlands
- Productiemaatschappij: Maya Filmproductie
- Distributeur: Cannon City
- Première: 26 september 1985
- Speelduur: 102 minuten
- Rolverdeling: Gerard Thoolen (Simon van Oyen), Bram van der Vlugt (Hein van Oyen), Melle van Essen (Aapo), Jan Willem Hees (vader Van Oyen), Thom Hoffman (Ron), Jaap Hoogstra (Olga), Brigitte Kaandorp (Truusje), Phons Leussink (Adelaar), Mircea Krishan (Duitser), Adrian Brine (Engelsman), Suzanne Colin (Franse dame), Rolf Leenders (kale man), Gunvor Asen (huishoudster), Anna van Beers (dienstbode), Ingvall Pryts (koetsier), Hennie Velthuis (werkvrouw), Hans Holtkamp (soldaat)